# Strangers Almanac
Strangers Almanac è il secondo album in studio del gruppo musicale statunitense Whiskeytown, pubblicato nel 1997.

## Tracce
Tutte le tracce sono state scritte da Ryan Adams, eccetto dove indicato.

1. Inn Town – 5:51 (Adams, Wandscher)
2. Excuse Me While I Break My Own Heart Tonight – 3:14
3. Yesterday's News – 2:49 (Adams, Wandscher)
4. 16 Days – 3:54
5. Everything I Do – 4:31 (Adams, Wandscher)
6. Houses on the Hill – 2:38 (Adams, Cary)
7. Turn Around – 5:16 (Adams, Cary)
8. Dancing with the Women at the Bar – 4:38
9. Waiting to Derail – 3:54
10. Avenues – 2:31
11. Losering – 4:00
12. Somebody Remembers the Rose – 2:30 (Adams, Wandscher)
13. Not Home Anymore – 5:54

## Formazione parziale
- Ryan Adams — chitarra acustica, chitarra elettrica, voce, banjo, piano, percussioni
- Caitlin Cary — violino, voce
- Phil Wandscher – chitarra elettrica, voce, organo, percussioni
- Steven Terry – batteria, voce, percussioni
- Jeff Rice – basso